# Râul Râioasa
Râul Râioasa este un curs de apă, afluent al râului Prut. 